# De Costa a Costa
De Costa a Costa es el programa de radio informativo de Punto Radio que nació en 2005. Estaba dirigido y presentado por Félix Madero hasta que, en septiembre de 2009, María José Sastre ocupó su puesto. Se emitía de lunes a viernes de 20:00 a 00:00. El programa dejó de emitirse en 2011 para ser sustituido por El contrapunto de Isabel San Sebastián.

## Secciones
- Noticias: entre las 20:00 y las 20:30 se desarrollan las noticias del día. Cuenta con la sección (en torno a las 20:25) De la noticia al dato en la que Félix Madero consulta al periodista Luis Ignacio Parada una serie de cuestiones a las que responde el consultado con datos detallados.
- Deportes: de 20:30 a 21:00 Guillermo Moreno coge el testigo para desarrollar la actualidad deportiva.
- Noticias de las 21: durante los 10 primeros minutos de las 21:00 se hace un repaso a la actualidad y se recuerda la Carta de Pedro García Trapiello del programa anterior.
- Fuego cruzado: desde entonces y hasta las 21:30 de lunes a jueves se realiza un debate sobre un tema de actualidad. A las 21:25 se da paso a los oyentes para dar su opinión acerca del tema tratado.
- La misma vida: sección de los viernes que trata de temas de tipo social con la participación de Juan Antonio Ledesma.
- Economía y punto: de 21:30 a 22:00 desarrollo de la actualidad económica de la mano de Juan Francés.
- Desconexión de las 22:00: durante cinco minutos, las emisoras locales de Punto Radio desarrollan las noticias del municipio y la provincia.
- Noticias de las 22: tras una editorial breve de Félix Madero, se repasa la actualidad del día y se da paso (sobre las 22:10) a la sección El mundo según Oubiña en la que el juez retirado Adolfo Fernández Oubiña aporta su visión de la actualidad.
- Entrevista: con la participación de los tertulianos de los lunes se entrevista a un personaje de la actualidad (22:15 a 22:30, los lunes).
- El cuaderno de Rosa Díez: visión política de la diputada de UPD en De costa a costa (22:15 a 22:30, los martes).
- La conciencia de la radio: sección dedicada a la ciencia en De costa a costa con José Manuel Nieves (22:15 a 22:30, los jueves).
- Cinco letras: espacio de "cultura" de De costa a costa con la colaboración de Fernando Rodríguez Lafuente (22:20 a 22:30, los viernes).
- Desconexión local de las 22:35.
- Tertulia política: desde las 22:30 hasta las 23:50 análisis de las noticias destacadas del día con la participación de cuatro tertulianos diarios.
- Desconexión local de las 23:35.
- Revista de prensa: resumen de la prensa del día siguiente por María José Sastre o Ignacio Arribas Crespo (a las 23:35).
- Carta de Pedro García Trapiello a las 23:50 como cierre del programa.

## Tertulianos
Lista de tertulianos por orden alfabético.
- José Apezarena
- Juancho Armas Marcelo
- Julián Barriga
- Fermín Bocos
- Juan Cierco
- Anabel Díez
- Esther Esteban
- Tonia Etxarri
- Javier Fernández Arribas
- Adolfo Fernández Oubiña
- Salomé García
- Fernando Jáuregui
- Miguel Ángel Liso
- Víctor Márquez Reviriego
- Paco Medina
- Antonio Papell
- Luis Ignacio Parada
- Alberto Pérez
- Bieito Rubido
- Felipe Sahagún
- Antonio San José
- Eduardo San Martín
- Gabriel Sanz
- Consuelo Sánchez Vicente
- Alberto Surio
- Edurne Uriarte
- Agustín Valladolid
- Enrique Vázquez.

- Datos: Q5800609